# Egerszalók
Egerszalók is een plaats (község) en gemeente in het Hongaarse comitaat Heves. Egerszalók telt 1988 inwoners (2002).
Nabij het dorp bevindt zich een bijzonder thermaalbad nabij een natuurlijke bron.

## Galerij

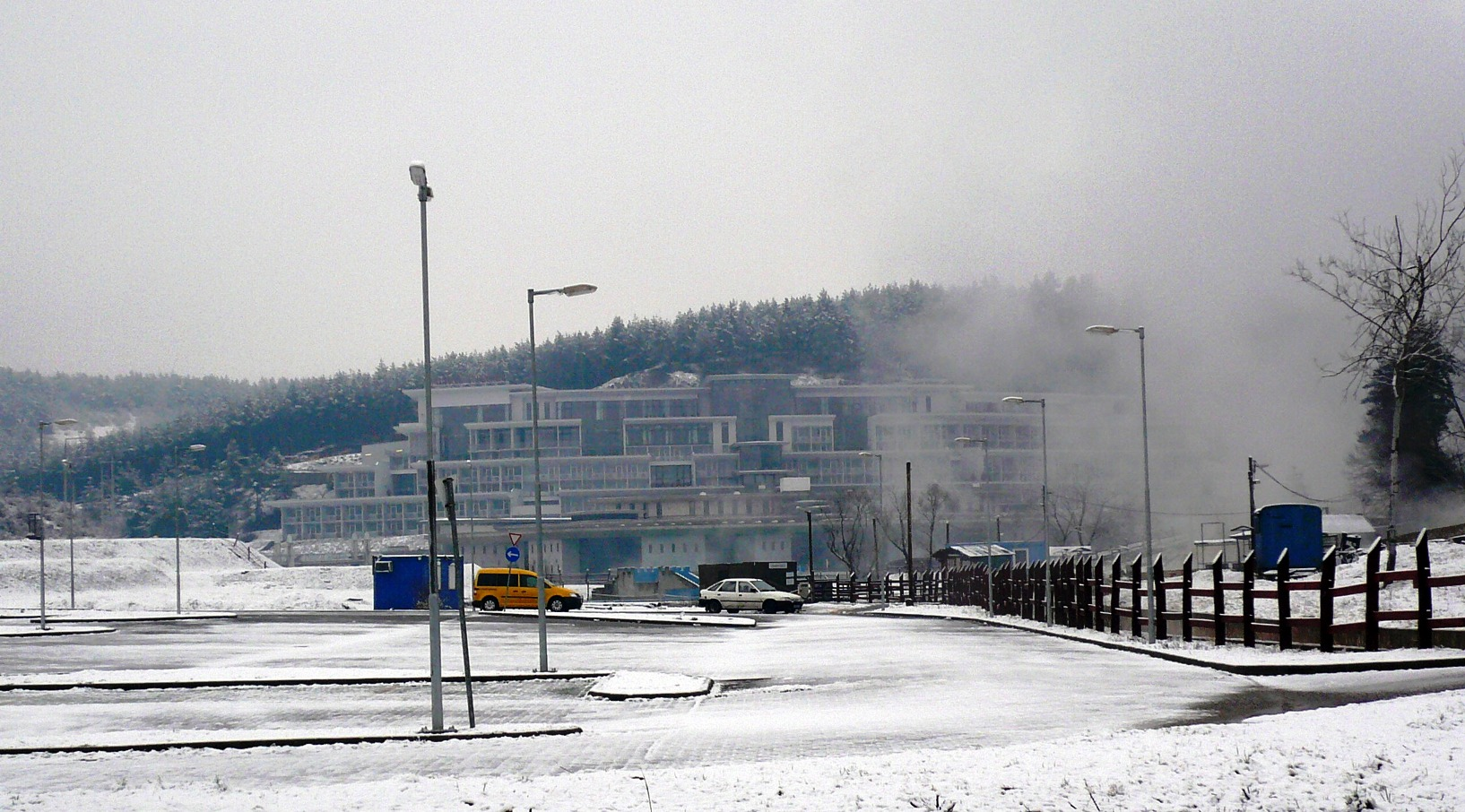
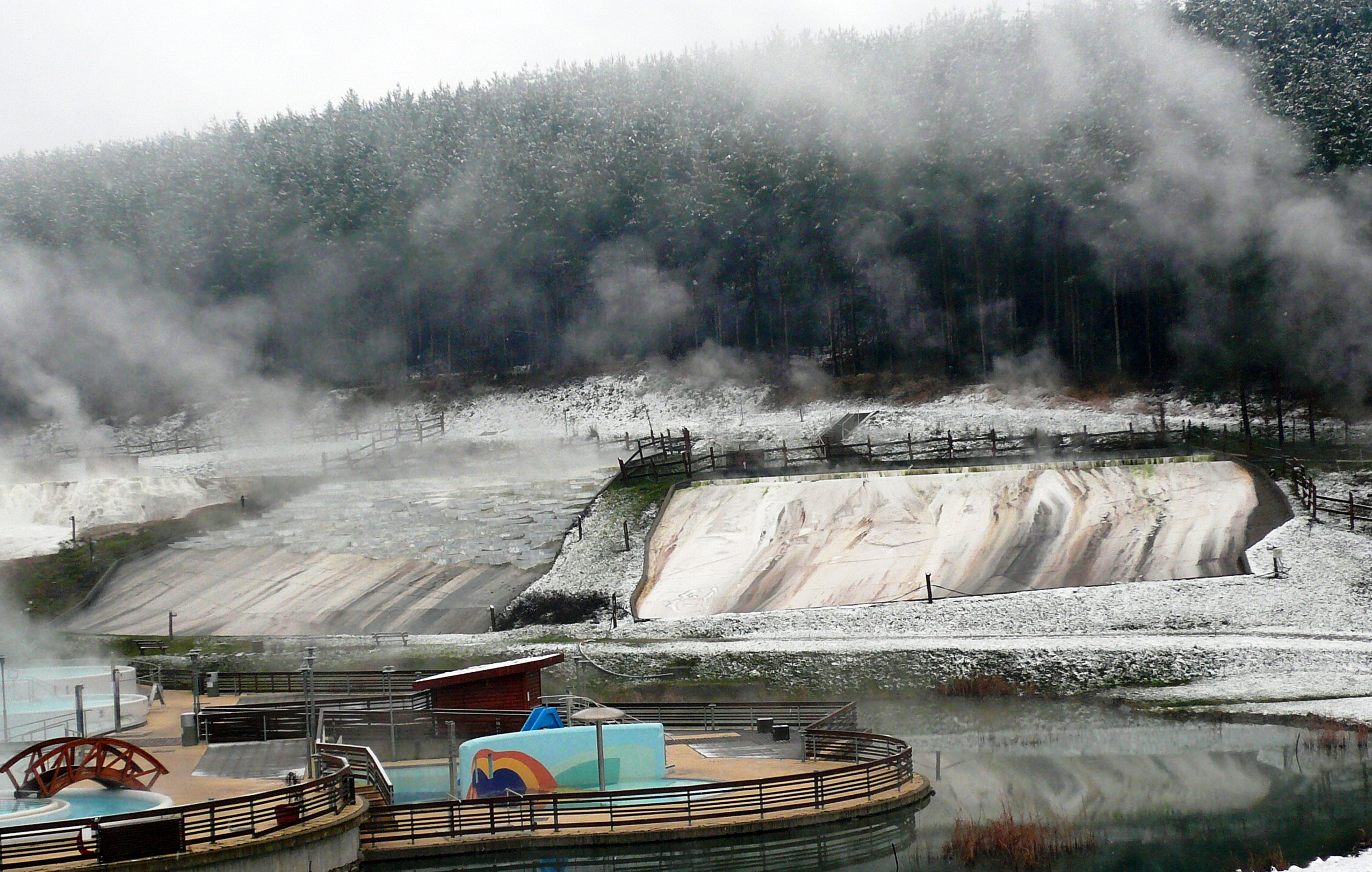
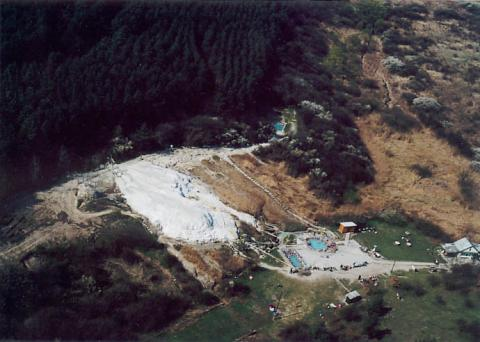
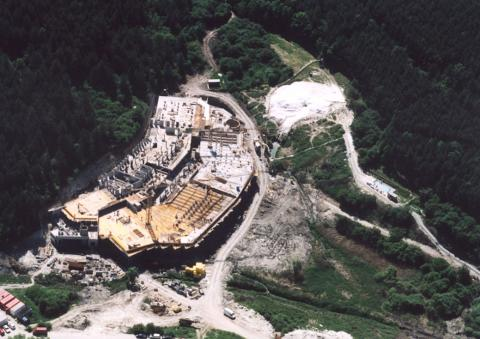
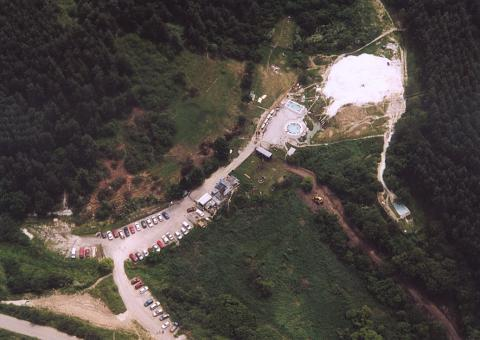
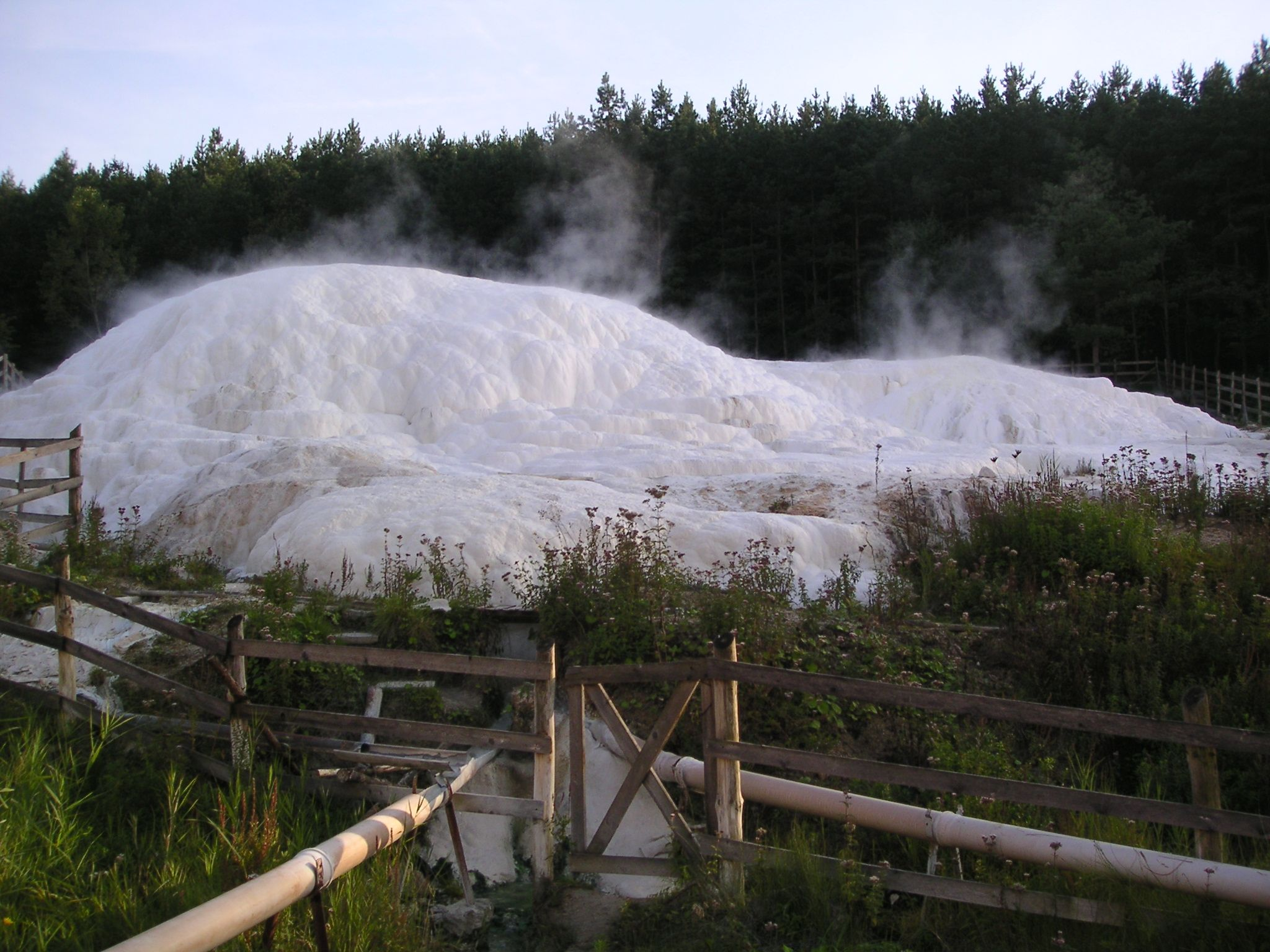